# Paech'ŏn-gun
Paech'ŏn-gun (koreanska: 배천군) är en kommun i Nordkorea.   Den ligger i provinsen Södra Hwanghae, i den södra delen av landet, 130 km söder om huvudstaden Pyongyang.